# Prey (pel·lícula de 2022)
Prey és una pel·lícula d'acció i ciència-ficció estatunidenca dirigida per Dan Trachtenberg. És la cinquena entrega de Predator i una preqüela de les primeres quatre pel·lícules. La pel·lícula és protagonitzada per Amber Midthunder, Dakota Beavers, Dane DiLiegro, Stormee Kipp, Michelle Thrush i Julian Black Antelope.
Prey va ser comercialitzada per 20th Century Studios el 5 d'agost de 2022 per mitjà de Hulu als Estats Units d'Amèrica, Star+ a Llatinoamèrica i Disney+ a la resta del món.

## Argument
Setembre de 1719 a les Grans Planes, Naru, una jove comanxe entrenada per la seva mare Aruka com a remeiera, somia convertir-se en caçadora com el seu germà, Taabe. Mentre rastreja cérvols amb el seu gos Sarii, veu la nau de Predator als núvols, que ella compara amb l'ocell del tro, i ho interpreta com un senyal per a provar-se a si mateixa. Taabe accepta que s'uneixi al grup de recerca del puma que va atacar un dels caçadors de la tribu, tot i que només perquè si troben el caçador viu el curi.

## Producció
La pel·lícula va començar a desenvolupar-se durant la producció de la pel·lícula de Predator anterior, titulada The Predador (2018), quan Dan Trachtenberg i un guionista li van proposar al productor John Davis un concepte que havien estat conceptualitzant des de 2016. La llavors presidenta de 20th Century Studios, Emma Watts, va accelerar el desenvolupament de la pel·lícula abans de la seva renúncia al gener de 2020.
El director Dan Trachtenberg va explicar que el seu propòsit per a la pel·lícula era tornar a les arrels de la franquícia: «l'enginy d'un ésser humà que no es dona per vençut, que és capaç d'observar i interpretar i, bàsicament és capaç de vèncer un ésser més fort, poderós i ben armat».
Quan es va presentar el tràiler el 7 de juny de 2022, l'elenc hi parlava en llengua comanxe amb subtítols en anglès. El director Dan Trachtenberg va explicar que la pel·lícula va ser filmada en anglès i comanxe, amb tot l'elenc interpretant un doblatge alternatiu de la pel·lícula completament en comanxe. Com que la pel·lícula es va estrenar a través de Hulu, el públic podia triar quina versió d'idioma veure-hi.

### Criatura
La criatura que encarna Dane DiLiegro representa un Predator una mica diferent de la de les entregues anteriors: continua essent un ésser de gran alçada, àgil, violent i intel·ligent, que posseeix una tecnologia avançada cosa que el fa encara més difícil de vèncer.
Posseeix la capacitat del camuflatge invisible i visió a l'espectre infraroig que li permet detectar el calor, i la seva fesomia va ser concebuda per a generar més terror: les mandíbules, la seva sang segueix essent verda fosforescent, l'aspecte ossi del seu cap és encara més aterridor i totes les seves fintes són més violentes i amb resultats al camp de batalla que produeixen espant i repulsió.